# Conférence sur l'éthique

La Conférence sur l'éthique (Lecture on ethics) est une conférence donnée par le philosophe autrichien Ludwig Wittgenstein en novembre 1929. Discutée quelques semaines plus tard avec le Cercle de Vienne, cette conférence est l'une des rares sources pour comprendre la pensée éthique de Wittgenstein. Elle est célèbre au sein des études wittgensteiniennes pour sa métaphore du « grand livre », par laquelle Wittgenstein exprime une part de sa conception de l'éthique.

## Contexte
Wittgenstein prononce la conférence le 17 novembre 1929 à Cambridge, en anglais. Il répond ainsi à une invitation de Charles Kay Ogden, et s'exprime devant les membres de l'Heretics Society (en). Son public n'est alors ni spécialiste de philosophie, ni particulièrement intéressé par la discipline. D'approximativement une heure, le discours de Wittgenstein succède à plusieurs autres, où se sont notamment exprimés les écrivains Virginia Woolf, H. G. Wells, et le philosophe Bertrand Russell. Il existe deux versions légèrement différentes du texte : une dactylographiée et une manuscrite. On dispose également d'un bref compte rendu de la conférence par Friedrich Waismann.

## Résumé
Wittgenstein entame son propos par une mise en garde : il croit en effet avoir de « grandes difficultés » à exprimer ses pensées lors de cette conférence, et prévient que son discours pourrait en être affecté. Il énumère ensuite ces difficultés. Premièrement, il ne parlera pas sa langue maternelle, mais l'anglais, qu'il maitrise moins bien. Deuxièmement, il ne compte pas présenter un propos scientifique, comme son public aurait pu s’y attendre, mais plutôt une clarification des pensées sur l’éthique, en ajoutant que ses contemporains sont « trop curieux », et que la vulgarisation donne l’illusion de comprendre ce que l’on ne comprend pas. Enfin, il tentera de faire saisir à son public à la fois le but qu'il vise et le moyen qu'il prend pour y parvenir, là où la plupart des conférences ne parviennent, selon lui, qu'à l'un ou l'autre.

Ces remarques achevées, Wittgenstein amorce son exposé sur l'éthique. Il part pour cela de la définition de l'éthique donnée par G. E Moore dans ses Principia Ethica : 

« L'éthique est l'enquête générale visant à déterminer ce qui est bon. »

 Il précise toutefois immédiatement qu'il utilise lui un sens plus large de « éthique  » : ce que Wittgenstein nomme éthique inclut en effet ce qu'on désigne usuellement sous le terme d'« esthétique ». Pour illustrer son usage du mot, l'auteur présente alors une série d'expressions visant à faire comprendre ce qu'il appelle éthique. Wittgenstein explique ainsi que pour lui,  l'éthique est : 

« l'enquête visant à déterminer ce qui a de la valeur ou qui importe vraiment »

 ou encore : 

« l'enquête visant à déterminer le sens de la vie, ce qui rend la vie digne d'être vécue, la façon de vivre correcte. »

À ses yeux, ces formules sont substituables à la définition de Moore, et elles permettent de se faire une idée « approximative » de ce qu'il entend par « éthique ». Wittgenstein précise néanmoins que les expressions précédentes peuvent s'employer de deux façons très différentes et qu'il souhaite distinguer. « bon », « correct », « importe » peuvent ainsi s'entendre soit en un sens « trivial ou relatif », soit en un sens « éthique ou absolu ».
Au sens relatif, ces termes ne posent aucune difficulté : on dit « bonne » ou « correcte » une chose dans la mesure où elle satisfait un but prédéterminé, en tant qu'elle est conforme à un standard déterminé à l'avance. Le bon pianiste est celui qui peut jouer avec un certain degré de dextérité une partition d'un certain degré de difficulté. De même la route correcte est celle qui permet d'arriver à une destination donnée. Si la présence de « bon » ou « correct » donne aux formules qui les utilisent l'apparence de jugements de valeur absolus, ces formules n'en sont pas réellement. On peut leur substituer d'autres expressions qui exprimeraient exactement la même chose, sans faire usage de termes ambigus. Wittgenstein considère ainsi que dans l'usage relatif des mots, on n'a pas affaire à des jugements de valeur absolus mais à des énoncés factuels masqués, à des jugements de valeur relatifs.
Il en va autrement pour l'usage « éthique ou absolu » des mots. Selon Wittgenstein, les énoncés éthiques ne se laissent pas transformer en des énoncés factuels. Un jugement de valeur éthique n'est pas un énoncé factuel déguisé. Il est même « impossible » qu'il en soit ainsi. Selon Wittgenstein, il y a une frontière infranchissable entre l'usage éthique et l'usage relatif du langage. De même qu'un jugement de valeur éthique ne peut être un énoncé factuel, un énoncé factuel ne peut être ou impliquer un jugement de valeur éthique.
Cette séparation entre faits et valeurs est illustrée par une métaphore. Si un individu omniscient consignait tout son savoir dans un livre, un tel livre contiendrait une description intégrale du monde. Or, affirme Wittgenstein, une telle description ne contiendrait que des faits : il n'y aurait pas dans le livre d'énoncés éthiques. Une description intégrale du monde contiendrait tous les jugements de valeur relatifs, mais aucun jugement de valeur absolu.  Les propositions qui expriment des faits, que Wittgenstein dit aussi énoncés « scientifiques », ne sont pas selon lui sur le même plan que les propositions éthiques. Sujet « intrinsèquement sublime » et situé sur un plan supérieur à tous les autres, l'éthique ne peut s'exprimer par des mots. Le langage permet la description de faits et l'expression de valeur relative, mais pas l'expression de valeur absolue.
Pour clarifier ce qu'il cherche à évoquer par « bien absolu » ou « valeur absolue », Wittgenstein mentionne ensuite deux expériences personnelles. En décrivant celles-ci, il espère susciter chez son public le souvenir d'expériences analogues, qui permettront à l'auditoire de comprendre son propos.
Lorsqu'il cherche à comprendre pour lui-même le sens de bien ou valeur absolue, Wittgenstein  se remémore l'expérience qu'il fait parfois de s'étonner de l'existence du monde. Lors de ces moments, il se dit enclin à utiliser des expressions telles que : « Comme il est extraordinaire qu'existe quoi que ce soit » ou « Comme il est extraordinaire que le monde existe ». De façon similaire, Wittgenstein évoque l'expérience d'un sentiment de sécurité absolue, telle que rien ne puisse le mettre en danger d'aucune façon.
Selon Wittgenstein, chercher à exprimer de telles expériences par le langage conduit à des absurdités. Dire qu'on « s'étonne » de l'existence du monde est ainsi faire un mauvais usage de la langue. On ne peut « s'étonner » de quelque chose que par contraste avec une situation possible. S'étonner de la taille d'un chien a un sens, car on peut concevoir un chien d'une taille différente (plus grande ou plus petite). S'étonner de l'existence du monde n'a pas de sens, car il est inimaginable que le monde n'existe pas.
Il y a là un mauvais usage du langage qu'on retrouve dans toutes les expressions éthiques et religieuses, et qui ne se réduit pas à un usage métaphorique de la langue. Wittgenstein affirme en effet que si les énoncés éthiques sont prima facie des métaphores, ils n'en sont pas littéralement.
L'auteur considère ainsi qu'on doit pouvoir remplacer une métaphore par un énoncé factuel qui n'utilise pas de métaphore. Or, il juge cela impossible dans le cas des propositions éthiques. Elles ne sont donc pas des métaphores à ses yeux, mais des non-sens.
Wittgenstein aborde alors une limite de son exposé. Si les expériences qu'il a décrites ont eu lieu, elles ne peuvent être dotées de valeur absolue. Elles sont des faits, situés dans l'espace et le temps, et elles devraient donc pouvoir être exprimées par le langage. Wittgenstein voit là un paradoxe, qu'il propose de comprendre en présentant à nouveau son expérience d'étonnement vis-à-vis de l'existence du monde.
Une telle expérience peut être décrite comme un miracle. C'est-à-dire quelque chose « qui ne ressemble en rien à tout ce que nous avons jamais vu ». Un tel événement peut être abordé scientifiquement : le miracle serait alors un fait que la science n'a pas encore expliqué. Mais dans cette perspective, ce qu'il y a de miraculeux disparaît. L'approche d'un fait comme miracle est ainsi à distinguer de l'approche comme miracle.
Wittgenstein soutient ainsi que l'on ne peut rien dire de sensé à propos d'un miracle. Les énoncés éthiques sont par essence absurdes. Ils ne sont pas insensés en ce qu'on ne serait pas encore parvenu à analyser logiquement leur signification, ils sont insensés en vertu de ce qu'ils cherchent à faire. En écrivant ou en parlant d'éthique, on cherche selon l'auteur à aller « au-delà du langage signifiant ». Le langage signifiant ne permet toutefois que d'énoncer des faits, et parler d'éthique conduit à « buter contre les limites du langage ».
En guise de conclusion, Wittgenstein insiste sur la valeur qu'il accorde au penchant humain qui pousse à parler d'éthique. En dépit de l’impossibilité de parler de façon sensée de l’éthique, il considère que chercher à en parler témoigne d’un penchant qu’il ne ridiculiserait à aucun prix.